# Wissignicourt
Wissignicourt é uma comuna francesa na região administrativa de Altos da França, no departamento de Aisne. Estende-se por uma área de 4,46 km². Em 2010 a comuna tinha 174 habitantes (densidade: 39 hab./km²).